# San José (prowincja Alajuela)
San José – miasto w Kostaryce; w prowincji Alajuela; 32 900 mieszkańców (2006). Ośrodek przemysłowy.

## Transport

### Transport drogowy
Przez miasto San José przebiegają następujące drogi krajowe:
- Droga krajowa nr 1
- Droga krajowa nr 3
- Droga krajowa nr 118
- Droga krajowa nr 727